# Презиче-Акуарика
Презѝче-Акуарѝка (на италиански: Presicce-Acquarica) е община в Южна Италия, провинция Лече, регион Пулия. Административен център на общината е градче Презиче (Presicce), което е разположено на 104 m надморска височина. Населението на общината е 10 487 души (към 2019 г.).
Общината е създадена в 1 януари 2019 г. Тя се състои от предшествуващите общини Акуарика дел Капо и Презиче.